# Еклампсија
Еклампсија је најтежи облик гравидитетних токсикоза, која се најчешће јавља код првороткиња. Сматра се компликацијом тешке прееклампсије и најчешће се дефинише као наставак прееклампсије са појавом екламптичног гранд мал напада (великог напада сличног епилептичком) и / или необјашњиве коме током трудноће или након порођаја, код трудница са знацима или симптомима прееклампсије. Обично се јавља током или након 20. недеље гестације или у периоду постпартума.
Клиничке манифестације прееклампсије су хипертензија и протеинурија са пратећим системским поремећајима који укључују промене на бубрегу или без њих, јетри или у крви. Постоји такође и фетална манифестација прееклампсије која укључује ограничење раста плода, смањену количину амнионске течности и абнормалну оксигенацију фетуса. Тешка форма прееклампсије је HELLP синдром који укључује хемолитичку анемију, повишене вредности у функционалним тестовима јетре и низак број тромбоцита.
Еклампсија се може јавити са хипертензијом (у највећем броју случајева) или у одсуству хипертензије (у 16% случајева према броју прегледаних трудница у Сједињеним Државама) и пратећом протеинуријом у 38% случајева (на основу броја пријављених у Уједињеном Краљевству). 
Поред едема, изазваног протеинуријом и хипертензијом, болест је праћена и губитком свести, појавом тоничних и клоничних грчева (гранд мал напада), након којих, ако се не предузме правовремено лечења наступа краће или дуже коматозно стање.
Већина случајева еклампсије јавља се у трећем тромесечју трудноће, и око 80% случајева је са екламптичким нападима у интрапартуму или у првих 48 сати након порођаја. Ретки су случајеви који се јављају пре 20 недеља трудноће или они до 23 дана након порођаја.
Осим раног откривања прееклампсије, не може се дијагностички никаквим поузданим тестовима или објективним симптомима предвидети развој еклампсије. У развијеним земљама, многи пријављени случајеви су класификовани као непредвидљиви.

## Историја
Еклампсија и прееклампсији, као болести повишеног крвног притиска описане су одавно, још пре нове ере, када су људи живели на свежем ваздуху и конзумирали незагађену храну. Међутим до данас, упркос најсавременијим истраживањима, нису откривени сви чиниоци у ланцу настанка трудничке хипертензије и њених последица.
Десет посто свих трудноћа је компликовано због хипертензије. Еклампсија и прееклампсија чине око половина ових случајева широм света, што је препознато и описано пре много годинама упркос општем недостатку разумевања ове болести. У петом веку Хипократ је запазио да су главобоље, конвулзије и поспаност били знаци болести повезани са трудноћом. Године 1619. године Varandaeus је описао еклампсију у својим расправи о гинекологији.

## Епидемиологија
Код изразито повишеног крвног притиска у трудноћи у великом проценту угрожен је живот труднице и плода.
На 100.000 трудноћа једна до две жене умре због хипертензије, односно 16% свих смртних случајева трудница изазвано је хипертензијом.
Према старијим истраживањима свака 600. трудница имала је еклампсију, а данас, захваљујући благовремено предузетој дијагностици и терапији, проредила се толико да тек једна од 2.500 трудница добије екламптични напад.
На глобалном нивоу смртност трудница од ове компликације трудноће је око 3%, а смртност плода од 10 до 30%.
Према подацима из Србије у ГАК „Народни фронт“ у Београду, од еклампсије није умрла ниједна породиља последњих неколико година. То објашњава важност раног откривања и брижљивог лечења повишеног крвног притиска у трудница, посебно оних са високоризичном трудноћом.

## Етиопатогенеза
Хипертензија је, уз крварење и инфекције, једно од три стања која највише угрожава живот труднице и плода на крају трудноће. Из још неутврђених разлога код 10% будућих мајки настаје хипертензија, која је у почетку незнатна (обично око 140/90 mmHg), али довољно да у појединим случајевима изазове стање прво прееклампсије, а потом и еклампсије, које могу бити за живот опасне компликације у трудноћи.
Трудноћом изазван повишени крвни притисак настаје након 20. недеље, већином код жена којима је то прва трудноћа (70% жена са овом врстом хипертензије су прворотке).
Према истраживањима труднице са повишеним притиском су у још већем ризику када се лабораторијским анализама открију беланчевине у мокраћи или стање прееклампсије са генерализованим отоцима по лицу, рукама и ногама.
Ако прееклампсија постане тешка и траје дуже, може прећи у еклампсију, односно конвулзије са губитком свести које подсећају на епилептични напад, понекад и са престанком дисања. Увод у еклампсију најављује главобоља, мрље у видном пољу, блесак или светлуцање пред очима.
Хипертензија у трудноћи је мултиоргански поремећај у коме доминира болест крвних судова која осим бубрега захвата и мозак, срце, јетру и друге виталне органе.
Доказано је да наследни чиниоци имају важну улогу у појаву хипертензије и еклампсије у трудноћи, јер се повишен притисак наслеђује по женској линији.

## Фактори ризика
У ризичне чиниоце за појаву еклампсије убрајају се
- близаначка трудноћа,
- хронична хипертензија,
- бубрежна болест
- трудноћа после 35. године старости,
- породична анамнеза прееклампсије, лична анамнеза прееклампсија и еклампсија у претходној трудноћи,[16]
- вишеструк гестације, хидатидна мола, фетални хидропс, примигравидитет
- гојазност, будући да је еклампсија три пута чешћа код старијих трудница и оних са прекомерном тежином.

У могуће узроке трудничке хипертензије и еклампсије убрајају се и:
- поремећај у формирању постељице,
- системска инфламаторна реакција,
- имунолошка нетолеранција мајчиног организма на плод који садржи очеве антигене,
- оксидативни стрес који различитим биохемијским процесима скупља крвне судове, повећава притисак и ствара микрокоагулације.
- низак социјално економски статус
- недостатак антитромбина
- поремећаји васкуларног и везивног ткива
- гестацијски дијабетес
- системски еритематозни лупус.

## Патофизиологија
Трудничка хипертензија и болести које је прате настају као резултат болести крвних судова. Код тих трудница притисак се не би повећао да није настало оштећење унутрашњег слоја (ендотела) малих крвних судова, због којег они постају преосетљиви и скупљају се. Последица сужења крвних судова је недовољна исхрањеност виталних органа и повећана пропустљивост за течност која се излива у међућелијски простор и настају отоци
Мозак на недостатак хране и кисеоника може да реагује губитком свести и конвулзијама читавог тела (еклампсија). У таквим условима могућ је и едем плућа или попуштање бубрежне функције.
Смртност од еклампсије креће се и до 30%, пре свега због отока мозга, накупљања течности у плућима и последичног попуштања срца.

## Клиничка слика
Еклампсија се клинички манифестује једним или више тоничких напада, при чему сваки напад обично траје 60—75 секунди. Током напад:
- Лице болеснице може постати изобличено, са испупчењем очних јабучица
- Може се јавити пена у устима.
- Дисање престаје у току трајања напада.

Екламптични напади могу се поделити у две фазе.
Прва фаза
Ова фаза траје 15-20 секунди и почиње трзањем лица. Тело постаје укрућено, што доводи до генерализованих мишићних контракција.
Друга фаза
Ова фаза траје око 60 секунди. Почиње грчењем мишића вилице, затим грчевима мишића лица и капака. Грчеви се затим шири по целом телу. Грчеви мишића почињу наизменичним стезањем и опуштањем у брзом низу. Настаје период хипервентилације након тоничко-клоничних грчева, која компензује респираторну и лактациону ацидозу која се развија током апнеичне фазе напада.
Кома или период губитка свести, чије трајање је варијабилно, прати другу фазу напада. Након фазе коме, код болеснице се може повратити део свести, и она тада може постати борбена (агресивна) и веома узнемирена.
Компликације изазване нападом могу укључити: 
- угризе језика,
- повреде главе и преломе костију изазване падом и
- аспирацију садржаја усне дупље.

Након напада болесница ће имати ретроградну амнезију или привремени губитак памћења.

## Диференцијална дијагноза
Диференцијално дијагностички код еклампсије треба имати у виду следеће болести и стања:
- Адренална инсуфицијенција и надбубрежна криза
- Крварење у мозгу
- Церебралне анеуризме
- Церебрална венска тромбоза
- Енцефалопатија, хипертензивна
- Енцефалитис
- Гестацијска трофобластна неоплазија
- Повреда главе
- Хипералдостеронизам
- Хипертензивни хитни случајеви
- Хипогликемија
- Менингитис
- Неоплазме, мозак
- Трудноћа, прееклампсија
- Конвулзије и епилепсија
- Шок, септички
- Хормонална хеморагија
- Мождани удар, исхемијски
- Субарахноидна хеморагија
- Системски еритематозни лупус
- Тромботична тромбоцитопенична пурпура
- Ангиоми
- Церебрални васкулитис
- Предозирање лекова
- Метаболички поремећаји

## Дијагноза
На дијагнозу указују симптоми или хипертензија, а поставља се на основу анамнезе, клиничке слике, физикалног прегледа, имиџинг тестова и анализе мокраће, ККС, броја тромбоцита, урата, функционалних тестова јетре и мерење електролита у серуму, уреје, креатинина, клиренса креатинина и беланчевине у 24-часовној мокраћи.

## Терапија
Код благе прееклампсије медицински третман се састоји у мировању, праћењу крвног притиска, телесне тежине и присуства беланчевина у мокраћи.
Уколико се вредност „доњег“ крвног притисак не повећа изнад 100 mmHg, и нема других симптома, са трудноћом се може наставити док дете не буде довољно зрело за порођај.
Висок скок притиска лечи се антихипертензивним лековима, а еклампсија магнезијум сулфатом и бензодиазепином.
Ако лекови не помогну, најбоља терапија је порођај или прекид трудноће, након које све промене на крвним судовима ишчезавају за неколико недеља.
Контрола породиље је потребан још два до четири дана после порођаја, јер је могуће да еклампсија и тада настане.
Деца мајки са хипертензијом рађају се са мањом телесном тежином, али имају зрела плућа која им омогућавају опстанак.